# Johanniskirche (Dorheim)

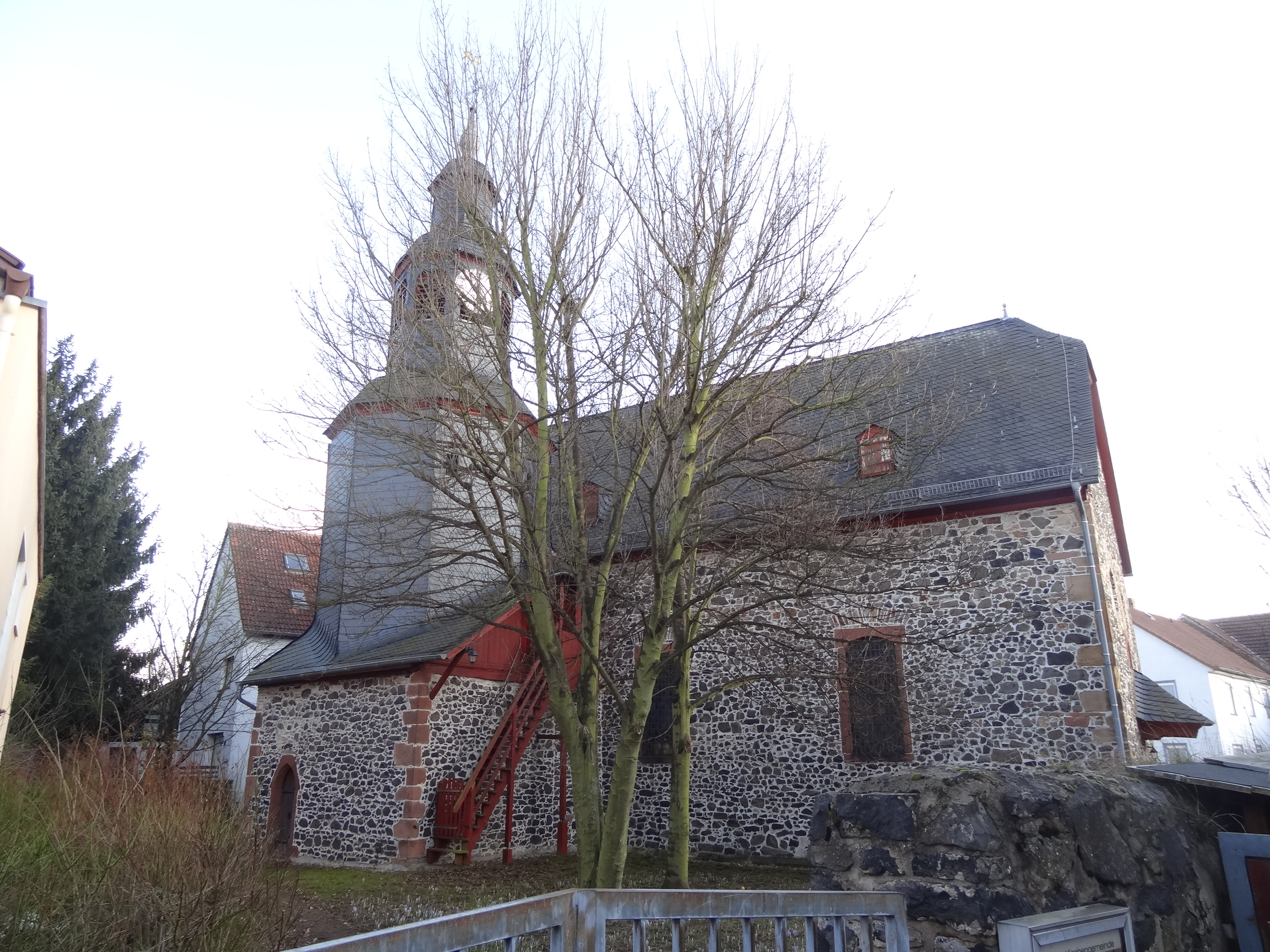
Johanniskirche (Dorheim)

Die Evangelische Johanniskirche ist ein denkmalgeschütztes Kirchengebäude, das in Dorheim steht, einem Stadtteil von Friedberg (Hessen) im Wetteraukreis in Hessen. Die Kirche gehört zur Kirchengemeinde Dorheim-Bauernheim im Dekanat Wetterau der Propstei Oberhessen der
Evangelischen Kirche in Hessen und Nassau.

## Beschreibung
Die Saalkirche erhielt 1725/1726 unter Einbeziehung der auf eine Kapelle von 1338 zurückgehenden Sakristei ihre heutige Gestalt. Sowohl das rechteckige Kirchenschiff als auch das massive quadratische Erdgeschoss des heutigen Glockenturmes enthalten Bauteile eines gotischen Bauwerks, das 1635 während des Dreißigjährigen Krieges zerstört und nur notdürftig repariert wurde. 
Der Kirchturm an der Nordostecke des Kirchenschiffs hat einen dreifach gestaffelten Aufsatz, der im mittleren Bereich die Turmuhr und hinter den Klangarkaden den Glockenstuhl beherbergt. Oben wird er durch eine glockenförmige Haube abgeschlossen. 
Der Innenraum hat aus der Bauzeit Emporen an drei Seiten, deren Brüstungen bemalt sind. Aus dieser Zeit stammt auch die Kirchenausstattung, zu der eine Kanzel mit Schalldeckel gehört. Die Orgel mit 12 Registern, einem Manual und Pedal wurde 1855 von Wilhelm August Ratzmann gebaut.

## Glocken

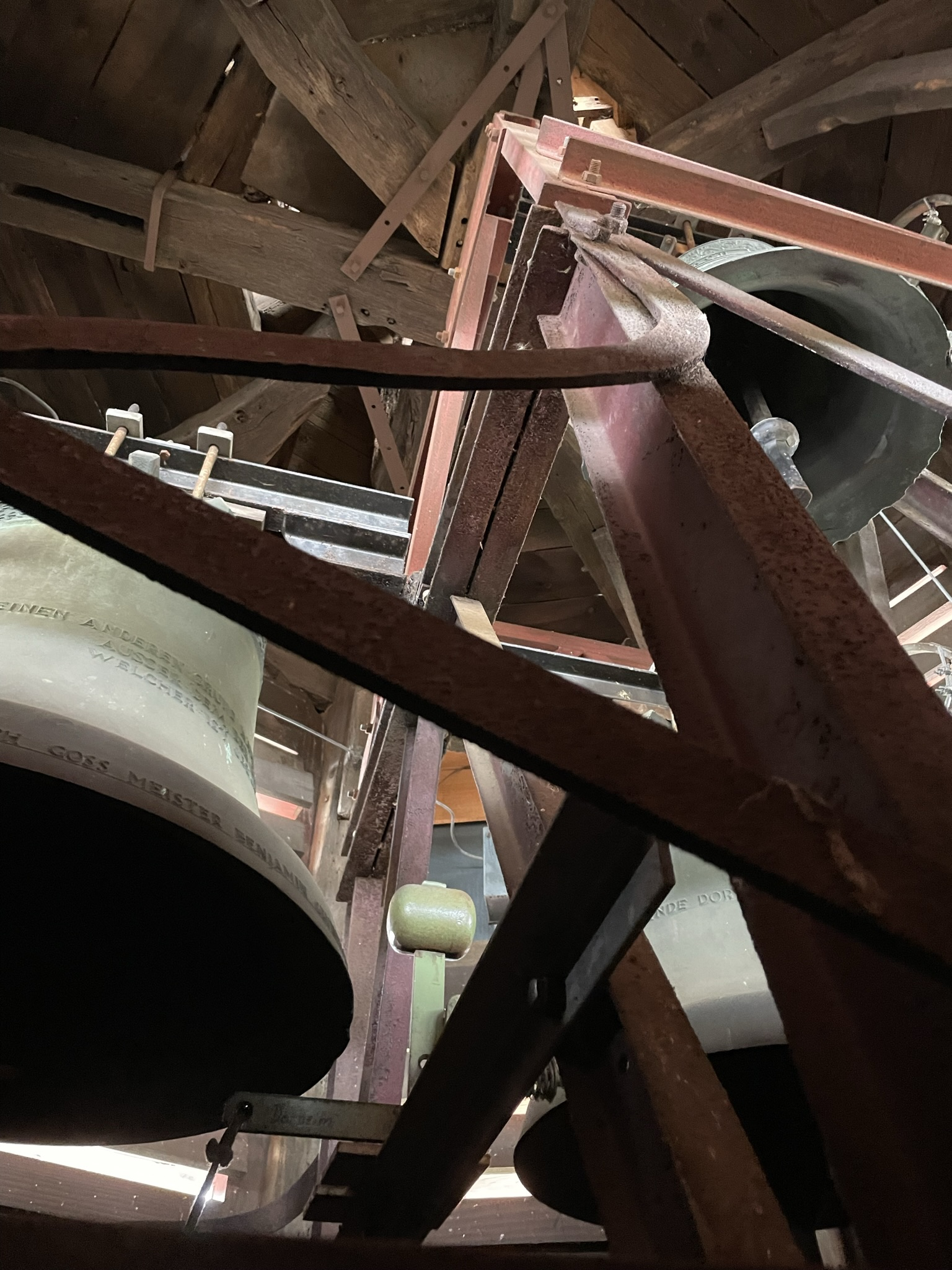
Die Glocken

Die evangelische Johanniskirche in Dorheim besitzt drei Glocken die in einem Stahlglockenstuhl an leicht gekröpften Stahljochen hängen. Die kleinste Kirchenglocke wurde 1859 von Ph. H. Bach aus windecken gegossen und ist somit die älteste im Turm. Die zwei anderen Glocken wurden 1950 von der Glockengießerei Grüninger gegossen. 
| Nr. | Gießer/Gussjahr                        | Schlagton |
| --- | -------------------------------------- | --------- |
| 1   | 1950 von der Glockengießerei Grüninger |           |
| 2   | 1950 von der Glockengießerei Grüninger |           |
| 3   | 1859 von Ph. H. Bach aus Windecken     | cis²      |